# 立花歩夢
立花 歩夢（たちばな あゆむ、1995年11月4日 - ）は、神奈川県川崎市出身のサッカー選手。ポジションは、フォワード（FW）。

## 経歴
流通経済大学付属柏高校を経て、流通経済大学へ進学。4年次の全日本大学サッカー選手権（インカレ）では準決勝、決勝で得点を挙げ、チームの優勝に貢献した。
2018年より、横浜FCへ加入。3月25日、第6節の水戸ホーリーホック戦で途中交代からプロ入り初出場を果たした。
2019年8月3日、ブラジルのトンベンセFCへ期限付き移籍する事を発表したが、直後に右膝外側半月板損傷が発覚したため、16日付でトンベンセとの契約を解除して横浜FCに復帰した。12月10日、横浜FCは来季以降の契約を結ばない旨を発表し退団が決定した。
2020年3月18日、横浜FCからナショナル・プレミアリーグス・ビクトリア3（オーストラリア4部相当）のプレストン・ライオンズFCに加入する旨が発表された。
2020年7月27日、SC相模原に加入した。シーズン終了後、契約満了による退団が発表された。
2021年より韓国・K3リーグの金浦FCでプレーしている。

## 所属クラブ
- 南百合丘SC（川崎市立真福寺小学校）
- FC多摩（川崎市立柿生中学校）
- 流通経済大学付属柏高等学校
- 流通経済大学
- 2018年 - 2019年  横浜FC
  - 2019年8月  トンベンセFC（期限付き移籍）
- 2020年3月 - 7月  プレストン・ライオンズFC（英語版）
- 2020年7月 - 12月  SC相模原
- 2021年 -  金浦FC

## 個人成績
| 国内大会個人成績 | 国内大会個人成績 | 国内大会個人成績 | 国内大会個人成績 | 国内大会個人成績 | 国内大会個人成績 | 国内大会個人成績 | 国内大会個人成績 | 国内大会個人成績 | 国内大会個人成績 | 国内大会個人成績 | 国内大会個人成績 |
| 年度             | クラブ           | 背番号           | リーグ           | リーグ戦         | リーグ戦         | リーグ杯         | リーグ杯         | オープン杯       | オープン杯       | 期間通算         | 期間通算         |
| 年度             | クラブ           | 背番号           | リーグ           | 出場             | 得点             | 出場             | 得点             | 出場             | 得点             | 出場             | 得点             |
| 日本             | 日本             | 日本             | 日本             | リーグ戦         | リーグ戦         | リーグ杯         | リーグ杯         | 天皇杯           | 天皇杯           | 期間通算         | 期間通算         |
| ---------------- | ---------------- | ---------------- | ---------------- | ---------------- | ---------------- | ---------------- | ---------------- | ---------------- | ---------------- | ---------------- | ---------------- |
| 2015             | 流経大D          | 20               | JFL              | 13               | 3                | -                | -                | -                | -                | 13               | 3                |
| 2015             | 流経大           | 19               | -                | -                | -                | -                | -                | 2                | 0                | 2                | 0                |
| 2016             | 流経大D          | 33               | JFL              | 0                | 0                | -                | -                | -                | -                | 0                | 0                |
| 2018             | 横浜FC           | 30               | J2               | 4                | 0                | -                | -                | 2                | 1                | 6                | 1                |
| 2019             | 横浜FC           | 30               | J2               | 0                | 0                | -                | -                | 0                | 0                | 0                | 0                |
| ブラジル         | ブラジル         | ブラジル         | ブラジル         | リーグ戦         | リーグ戦         | ブラジル杯       | ブラジル杯       | オープン杯       | オープン杯       | 期間通算         | 期間通算         |
| 2019             | トンベンセ       |                  |                  |                  |                  |                  |                  |                  |                  |                  |                  |
| 日本             | 日本             | 日本             | 日本             | リーグ戦         | リーグ戦         | リーグ杯         | リーグ杯         | 天皇杯           | 天皇杯           | 期間通算         | 期間通算         |
| 2019             | 横浜FC           | 30               | J2               | 0                | 0                | -                | -                | 0                | 0                | 0                | 0                |
| 2020             | 相模原           | 30               | J3               | 6                | 0                | -                | -                | -                | -                | 6                | 0                |
| 通算             | 日本             | 日本             | J2               | 4                | 0                | -                | -                | 2                | 1                | 6                | 1                |
| 通算             | 日本             | 日本             | J3               | 6                | 0                | -                | -                | -                | -                | 6                | 0                |
| 通算             | 日本             | 日本             | JFL              | 13               | 3                | -                | -                | -                | -                | 13               | 3                |
| 通算             | 日本             | 日本             | 他               | -                | -                | -                | -                | 2                | 0                | 2                | 0                |
| 総通算           | 総通算           | 総通算           | 総通算           | 23               | 3                | -                | -                | 4                | 1                | 27               | 4                |

## タイトル

### クラブ
流通経済大学柏高校
- 高円宮杯プレミアリーグEAST（2013年）
- 高円宮杯チャンピオンシップ（2013年）

流通経済大学
- 第66回全日本大学サッカー選手権大会（2017年）

### 個人
- 全国高等学校総合体育大会サッカー競技大会・得点王（2013年）
- 全国高等学校総合体育大会サッカー競技大会・優秀選手（2013年）